# 1 Op Straat
1 Op Straat was een Nederlands radioprogramma van de NTR. Het werd in 2014 en 2015 uitgezonden op Radio 1 op werkdagen van 8 tot half 9 en werd afwisselend gepresenteerd door Rob Oudkerk en Marianne van den Anker. De laatste uitzending was op 1 januari 2016. Op 6 maart 2016 werd het opgevolgd door het programma Kwesties.
De makers van het programma gingen met een aangepaste Amerikaanse schoolbus naar een plaats in Nederland waar een actueel onderwerp speelt dat ook op landelijk niveau speelt. Dit onderwerp werd besproken met buurtbewoners of betrokkenen.